# Mike Vogel
Pour les articles homonymes, voir Mike et Vogel.
 (avril 2016).
Si vous disposez d'ouvrages ou d'articles de référence ou si vous connaissez des sites web de qualité traitant du thème abordé ici, merci de compléter l'article en donnant les références utiles à sa vérifiabilité et en les liant à la section « Notes et références ».
Mike Vogel est un acteur et mannequin américain, né le 17 juillet 1979 à Abington en Pennsylvanie. 
Il est connu pour son rôle de Dale "Barbie" Barbara dans la série Under the Dome (2013-2015) et de Cooper Connelly dans la série Sex/Life (2021).

## Biographie
Après avoir passé sa jeunesse à Warminster en Pennsylvanie, Mike Vogel commence au début des années 2000 à démarcher les castings à New York. En 2001, il est engagé en tant que mannequin pour les publicités de la marque Levi's.
La même année, il obtient le rôle récurrent de Dean dans la série Parents à tout prix (Grounded for Life) dans laquelle il apparaît à quatorze reprises entre 2001 et 2004. En 2003, il obtient un premier rôle au cinéma dans le film Grind et, surtout, dans le remake du film Massacre à la tronçonneuse (The Texas Chainsaw Massacre) réalisé par Marcus Nispel.
En 2005, il obtient des rôles secondaires dans quatre films différents, dont La rumeur court... (Rumor Has It) dans lequel il joue le fils de Kevin Costner, mais retrouve le haut de l'affiche, en 2006, dans Poséidon de Wolfgang Petersen pour lequel il renonce au rôle d'Angel dans X-Men : L'Affrontement final.
Ses films suivants Caffeine (en) et Les Faucheurs (dans lequel il tient le rôle principal) sont peu médiatisés et ne rencontrent pas le succès. Il donne la réplique à Eliza Dushku dans le film d'horreur Open Graves (2007). Il tient également un des rôles principaux du film Cloverfield de J.J. Abrams, sorti en février 2008.
De 2013 à 2015, il incarne le rôle de Dale "Barbie" Barbara, un des personnages principaux, dans la série à succès Under the dome créée par Brian K. Vaughan d'après le roman du même nom de Stephen King aux côtés de Rachelle Lefèvre, Colin Ford, Britt Robertson et Dean Norris.
Le 5 mars 2020, il a été choisi pour interpréter le rôle principal de Cooper Connelly dans la série Sex/Life créée par Stacy Rukeyser aux côtés de Sarah Shahi, Adam Demos, et de Margaret Odette. La série est inspirée du roman "44 Chapters About 4 Men" de BB Easton. La série est diffusée depuis le 25 juin sur Netflix.

### Vie privée
Il est marié depuis 2003 à l'ancienne mannequin Courtney Vogel. De cette union sont nés deux filles et un garçon : Cassy Renee née en 2007, Charlee B. née en 2009 et Gabriel James né en 2013.

## Filmographie

### Cinéma

#### Longs métrages
- 2003 : Grind de Casey La Scala : Eric Rivers
- 2003 : Massacre à la Tronçonneuse (The Texas Chainsaw Massacre) de Marcus Nispel : Andy
- 2005 : Jeux de gangs (Havoc) de Barbara Kopple : Toby
- 2005 : La rumeur court... (Rumor Has It...) de Rob Reiner : Blake Burroughs
- 2005 : Quatre filles et un jean (The Sisterhood of the Traveling Pants) de Ken Kwapis : Eric
- 2005 : Supercross de Steve Boyum : Trip Carlyle
- 2006 : Poséidon (Poseidon) de Wolfgang Petersen : Christian
- 2006 : Caffeine (en) de John Cosgrove : Danny
- 2008 : Cloverfield de Matt Reeves : Jason Hawkins
- 2009 : Les Faucheurs (The Deaths of Ian Stone) de Dario Piana : Yann
- 2009 : Across the Hall (en) d'Alex Merkin : Julian
- 2009 : Open Graves d'Álvaro de Armiñán : Jason
- 2010 : Blue Valentine de Derek Cianfrance : Bobby
- 2010 : Trop belle ! (She's Out of My League) de Jim Field Smith : Jack
- 2010 : Heaven's Rain de Paul Brown : Brooks Douglass
- 2011 : La Couleur des sentiments (The Help) de Tate Taylor : Johnny Foote
- 2011 : Sex List (What's Your Number?) de Mark Mylod : Dave Hansen
- 2013 : McCanick (en) de Josh C. Waller : Floyd Intrator
- 2013 : Jake Squared (en) de Howard Goldberg : l'acteur Jack
- 2015 : The Boy de Craig William Macneill : Papa
- 2016 : Wild Man de Stefanie Black et Jacquie Phillips : Brock
- 2017 : Jésus, l'enquête (The Case for Christ) de Jon Gunn  : Lee Strobel
- 2019 : Obsession secrète (Secret Obsession) de Peter Sullivan : Russell Williams
- 2020 : Nightmare Island (Fantasy Island) de Jeff Wadlow : Lieutenant Sullivan

#### Courts métrages
- 2016 : Lost and Found Part One: The Hunter de Ryan Smith : John Carrel
- 2016 : Lost and Found Part Two: The Cross de Ryan Smith : John Carrel

### Télévision

#### Séries télévisées
- 2001-2004 : Parents à tout prix (Grounded for Life) : Dean Piramatti (15 épisodes)
- 2010 : Miami Medical : Dr Chris DeLeo (13 épisodes)
- 2011-2012 : Pan Am : le capitaine Dean Lowrey (14 épisodes)
- 2013 : Bates Motel : l'adjoint Zack Shelby (7 épisodes)
- 2013-2015 : Under the Dome : Dale "Barbie" Barbara (rôle principal - 39 épisodes)
- 2015 : Childhood's End : Ricky Stormgren (3 épisodes)
- 2017 : The Brave : Adam Dalton (13 épisodes)
- 2021-2023 : Sex/Life :  Cooper Connelly (rôle principal - 8 épisodes) (Netflix)
- 2021 : American Horror Story: Double Feature : John Fitzgerald Kennedy (2 épisodes)
- 2024 : New York, police judiciaire : Détective Miles Brandt (saison 24, épisode 8)

#### Téléfilms
- 2003 : Wuthering Heights de Suri Krishnamma : Heath
- 2009 : Empire State de Jeremy Podeswa : Sam Cochrane
- 2012 : Living Loaded de [Qui ?] : Dan
- 2014 : L'amour de mes rêves de Kenny Leon : Nick Smith
- 2017 : For God and Country de [Qui ?] : Michael Dalton

## Voix françaises
- Sylvain Agaësse dans :
  - Pan Am (série télévisée)
  - Bates Motel (série télévisée)
  - The Boy
  - Childhood's End : Les Enfants d'Icare' (série télévisée)

- Anatole de Bodinat dans (les séries télévisées) :
  - Under the Dome
  - The Brave
  - American Horror Story

et aussi
- Benjamin Pascal dans : Parents à tout prix (série télévisée)
- Dimitri Rataud dans : Miami Medical (série télévisée)
- Thierry Ragueneau dans : Massacre à la Tronçonneuse
- Alexis Victor dans : La Couleur des sentiments[5]
- Taric Mehani dans : La rumeur court…
- Tristan Petitgirard dans : Cloverfield[5]
- Maxime Donnay dans L'amour de mes rêves
- Damien Ferrette dans Obsession secrète
- Alexandre Gillet dans Nightmare Island
- Jean-Pierre Michael dans Sex/Life (série télévisée)